# Martinus Muskens

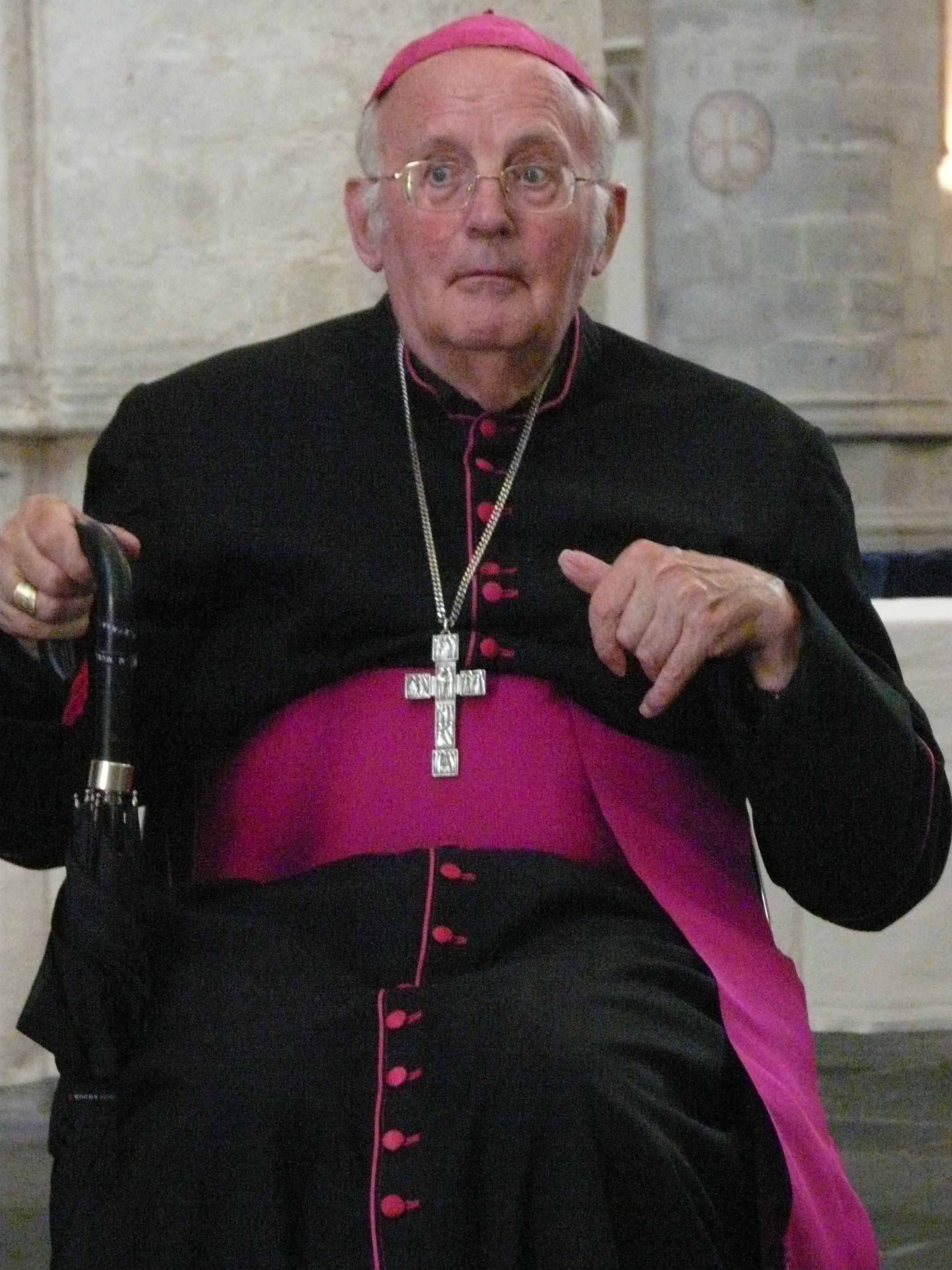
Tiny Muskens (Juni 2009)

Martinus Petrus Maria Muskens (auch Tiny Muskens; * 11. Dezember 1935 in Elshout; † 17. April 2013 in Teteringen) war Bischof von Breda.

## Leben
Martinus Muskens wurde am 16. Juni 1962 zum Priester des Bistums ’s-Hertogenbosch geweiht. Er studierte Theologie in Nijmegen und wurde am 23. Juli 1994 durch Papst Johannes Paul II. zum Bischof von Breda ernannt. Die Bischofsweihe spendete ihm der emeritierte Bischof von Breda, Hubertus Ernst, am 26. November desselben Jahres; Mitkonsekratoren waren Leo Soekoto SJ, Erzbischof von Jakarta, und Peter Turkson, Erzbischof von Cape Coast. Sein Wahlspruch lautete Shalom. Die beiden Mitkonsekratoren würdigten seine internationale Erfahrung; der eine war viele Jahre sein Bischof in Jakarta, den anderen kannte er schon als Student aus Rom.
Am 31. Oktober 2007 nahm Papst Benedikt XVI. seinen gesundheitsbedingten Rücktritt an.
Muskens war der erste der bisher neun Bischöfe Bredas, der nicht im gleichen Bistum geboren war und dort auch nie studiert oder gearbeitet hatte. Viele Jahre im Ausland, unter anderem in Indonesien und Rom sowie viele Weltreisen führten dazu, dass er in den Niederlanden ein ziemlich Unbekannter war. Von 1978 bis 1994 war er Rektor des Päpstlichen Collegio Olandese in Rom, wo seinerzeit kaum noch niederländische, aber viele asiatische und afrikanische Priesterstudenten studierten. Er machte die ganz nah am Petersdom gelegene, mittelalterliche Kirche der Friesen zu einer blühenden niederländischen Gemeinde von Einwohnern Roms und Pilgern der „Ewigen Stadt“.

## Bischof
Der damals unbekannte Bischof machte sich schnell einen Namen, weil er aktiv im sozialen Bereich war. Berühmt würde Muskens wegen seiner Aussage im VPRO-Fernsehen, dass ein Armer, der keine Möglichkeiten mehr habe, etwas zu kaufen, nicht unrecht handele, wenn er beim Bäcker ein Brot stehle. Das Brötchen von Muskens wurde in den Niederlanden ein Sprichwort.
Der wütende Leiter der liberalen Partei VVD, Frits Bolkestein, verteidigte den Mittelstand, gab dem anwesenden Bischof einen öffentlichen Rüffel und entfernte sich, ohne die Antwort des Bischofs abzuwarten.
Muskens hatte zusammen mit Obdachlosen unter den Brücken von Amsterdam geschlafen, er setzte sich als Freiwilliger in einem Altersheim ein, machte sich auch unter seinen Mitbischöfen keine Freunde, wenn er für Kondome statt AIDS plädierte. Beim 150. Geburtstag des Bistums 2003 wollte der Bischof eine Spendensammlung für eine Bistumssynode bekannt geben. In Rom machte man dem Bischof deutlich, dass dies vielleicht doch keine so gute Idee sei. Der in vatikanischen Kreisen sehr gut bekannte Muskens verstand, was gemeint war: keine Synode.
Viele Jahre in Indonesien hatten Muskens schon lange überzeugt, dass der interreligiöse Dialog zwischen Christen und Muslimen notwendig sei. Trotzdem sei ein fruchtbarer Dialog nicht ernsthaft möglich, sagte er, solange Saudi-Arabien das Bauen von Kirchen noch immer verbietet.

## Bruder Martinus
Der immer sehr aktive Bischof wurde 2001 von zwei Schlaganfällen getroffen. Er erholte sich nach mehreren Therapien, aber von einer Besserung war keine Rede. Selbst weihte er seinen Nachfolger Hans van den Hende zum Bischof. Er zog sich zurück als „Bruder Martinus“ (Oblate) bei den Benediktinern in Teteringen.
Die Gemeinde Breda machte ihn 2009 zum Ehrenbürger der Stadt.